# Tonelaje
En náutica, el tonelaje es una medida del tamaño o la capacidad de carga de un barco. El término deriva del impuesto pagado en cubas o toneles de vino, y fue utilizado más adelante en referencia al peso de la carga de un barco, sin embargo, en el uso marítimo moderno, "tonelaje" se refiere específicamente a un cálculo del volumen o carga de un barco. El término a veces se utiliza incorrectamente para referirse al peso de un buque de carga o en vacío.

## Arqueo
El arqueo (también denominado tonelaje, cuando se expresa en toneladas) se rige por un Convenio de la OMI (Convenio Internacional sobre Arqueo de Buques, 1969, Londres), que se aplica a todos los buques construidos después de julio de 1982. De acuerdo con la Convención, el término correcto a usar ahora es GT, que es una función del volumen moldeado de todos los espacios cerrados del buque.